# Tricorynus abbreviatus
Tricorynus abbreviatus är en skalbaggsart som först beskrevs av Leconte 1878.  Tricorynus abbreviatus ingår i släktet Tricorynus och familjen trägnagare. Inga underarter finns listade i Catalogue of Life.